# Katsumasa Uchida
Katsumasa Uchida (内田勝正 Uchida katsmasa?) (Noda, Japón; 19 de septiembre de 1944-Tokio; 31 de enero de 2020) fue un actor japonés.  
Falleció a los setenta y cinco años el 31 de enero de 2020 a causa de un carcinoma hepatocelular.

## Carrera
Fue famoso por interpretar villanos y apareció en muchos jidaigeki y dramas televisivos de detectives como invitado. Uchida se graduó de la Universidad Aoyama Gakuin. Uchida hizo 68 apariciones como invitado en Mito Kōmon.
Fue el vicepresidente de la Unión de Actores de Japón.

## Filmografía

### Películas
- Sukeban (1971)
- Furyō anego den: Inoshika o-Chō (1973)
- ESPY (1973)
- Kenka karate kyokushinken (1975)
- Mechagodzilla no Gyakushū (1975)
- Yasei no shōmei (1978)
- Sengoku jieitai (1979) como Asaba
- Ninja bugeicho momochi sandayu (1980)

### Dramas televisivos
- Hissatsu Shiokinin (1972) episodio 4 - Invitado
- Mito Kōmon (1973 ~ 2011) 68 apariciones como invitado
- Taiyō ni Hoero! (1973 ~ 1985) episodio 39, 61, 223, 411, 638 - Invitado
- Tasukenin Hashiru (1974) episodio 4, 17, 33 - Invitado
- G-Men '75 (1977–81) episodio 118, 160, 201, 256, 307 - Invitado
- Hissatsu Shiokiya Kagyō (1975) episodio 21 - Invitado
- Shin Hissatsu Shiokinin (1977) episodio 21 - Invitado
- Hissatsu Karakurinin Fugakuhiyakkei Koroshitabi (1978) episodio 4 - Invitado
- Abarenbō Shōgun (1978-2002) 28 apariciones como invitado
- Akō Rōshi (1979) como Izawa shinnosuke
- Tokugawa Ieyasu (1983) como Yasumasa Sakakibara